# Heinar Kipphardt

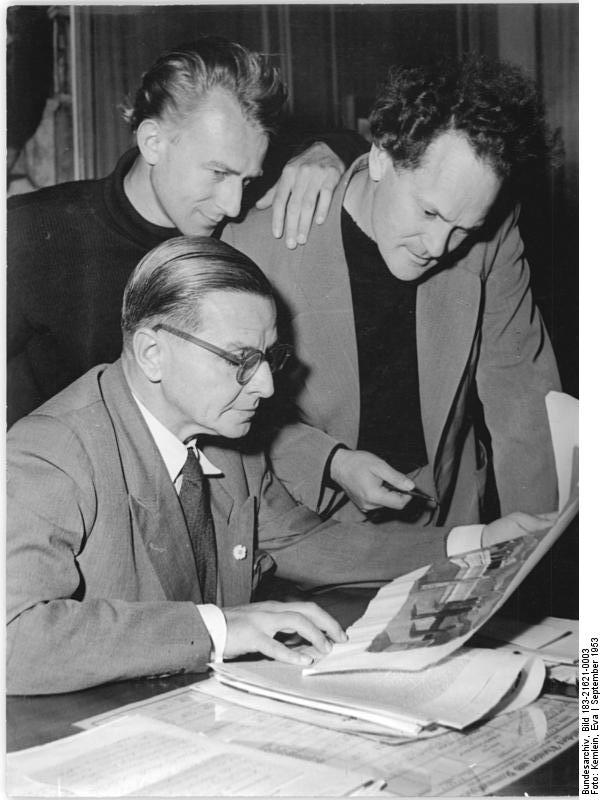
Dramaturg Heinar Kipphardt (Mitte) bei der Besprechung eines Bühnenbild-Entwurfs für das Deutsche Theater 1953 zwischen Intendant Wolfgang Langhoff (unten) und Bühnenbildner Heinrich Kilger (rechts)

Heinrich „Heinar“ Mauritius Kipphardt (* 8. März 1922 in Heidersdorf, Provinz Niederschlesien; † 18. November 1982 in München) war ein deutscher Schriftsteller und bedeutender Vertreter des Dokumentartheaters. Die größte Bekanntheit erlangten seine zeitkritischen Schauspiele In der Sache J. Robert Oppenheimer und Bruder Eichmann.

## Leben

### Kindheit und Jugend in Schlesien und im Rheinland
Heinar Kipphardt wurde im niederschlesischen Heidersdorf in der Heimat seiner Mutter Elfriede Kipphardt geboren. Sein Vater Heinrich Kipphardt war Dentist nach einer damals dafür möglichen praktisch handwerklichen Ausbildung. Nach Heinars Geburt zog die Familie nach Gnadenfrei. Er besuchte dort von 1928 bis 1932 die Dorfschule und danach verschiedene Gymnasien. In der Familie war Heinar einziges Kind mit enger Beziehung zur Mutter und spannungsreicher zum Vater. Heinar wurde als „unbändig“ und „rauflustig“ beschrieben. In der Nacht des 27. Februar 1933 (Reichstagsbrand) wurde der Vater als „außerhalb der deutschen Volksgemeinschaft stehend“ – er galt als überzeugter Marxist – von den Nationalsozialisten verhaftet und zunächst im provisorischen KZ Breslau-Dürrgoy und später im KZ Buchenwald interniert. 1937 kam er frei mit der Auflage, Schlesien zu verlassen. Die Familie zog in das Rheinland, wo der Vater Verwandte hatte und in Krefeld eine Praxis eröffnete. 1943 wurde er erneut von der Gestapo in Schutzhaft genommen, dann zur Wehrmacht und als 47-Jähriger an die Front geschickt. Heinar Kipphardt besuchte ab 1937 das Gymnasium am Moltkeplatz in Krefeld und schloss es 1940 mit dem Abitur ab. 1939 lernte er seine spätere Frau Lore Hannen kennen, die an der Kunstgewerbeschule Krefeld studierte.

### Medizinstudium und Kriegsdienst
Nach einem Pflichteinsatz im nationalsozialistischen Reichsarbeitsdienst begann Kipphardt 1940 ein Medizinstudium an der Universität Bonn mit dem späteren Schwerpunkt Psychiatrie. „Mit 18 Jahren kann noch niemand sagen: Ich werde ein Schriftsteller. Also wurde etwas studiert, und das nächste war mir die Medizin. Ich hielt es für unsinnig, gerade in der Nazi-Zeit Geisteswissenschaften zu studieren.“ 1942 wurde er als Soldat an die Ostfront geschickt. Während eines Heimaturlaubs heiratete er 1942 Lore Hannen. Aus der Ehe gingen die Kinder Linde (1943) und Jan (1950) hervor. Im Winter 1943 erlebte Kipphardt den Winterrückzug der Wehrmacht nach der Schlacht von Stalingrad und hatte das Glück, Anfang 1944 zu einer Studentenkompanie eines Sanitätsregimentes nach Königsberg abkommandiert zu werden. Sie wechselte im selben Jahr an die Universität Breslau und später nach Würzburg. Als Kipphardt Anfang 1945 erneut zur Front abkommandiert wurde, desertierte er und begab sich ins Siegerland, wohin seine Frau und seine Mutter evakuiert worden waren. In Dahlbruch, wohin auch sein Vater desertiert war, wartete er in einem Versteck das Ende des Krieges und des Nationalsozialismus ab, um anschließend nach Krefeld zurückzukehren.
Ab Herbst 1945 setzte Kipphardt das Studium an der Medizinischen Akademie in Düsseldorf fort. Er wohnte mit seiner Familie in Krefeld. Als Assistenzarzt wechselte er von den Städtischen Krankenanstalten in Krefeld (Innere Abteilung) zur psychiatrischen Klinik Düsseldorf-Grafenberg und promoviert 1950 mit einer Dissertation zur Prognose der Intelligenzentwicklung beim Kinde.

### Literarische Anfänge und Deutsches Theater
Schon in den Kriegsjahren interessierte sich Kipphardt mehr und mehr für Geschichte, Literatur und Philosophie in der Auseinandersetzung mit dem grauenvollen Zeitgeschehen. Dieses Interesse behielt er bei. Es folgten erste literarische Versuche; er begann Gedichte zu schreiben. Mit der Nachkriegsentwicklung war Kipphardt unzufrieden: „Der Faschismus schien erledigt. Seltsam, es gab keine Nazis mehr, niemand hatte das mindeste gewusst. Ich schämte mich der Landsleute, die ohrenbetäubend lamentierten, dass es ihnen dreckig ging.“
1950 verließ er Krefeld und nahm eine Stelle am Ost-Berliner Krankenhaus Charité an. In diesem Jahr erschien auch seine erste literarische Veröffentlichung „Mitten in diesem Jahrhundert“ in der kulturpolitischen Monatsschrift Aufbau. 1950 bekam Kipphardt unter dem Intendanten Wolfgang Langhoff einen Vertrag am Deutschen Theater Berlin – seit 1949 Staatstheater der DDR –, zunächst als Redakteur, dann als Dramaturg und später als Chefdramaturg. 1953 wurde Kipphardt Mitglied der SED. Für das Schauspiel Shakespeare dringend gesucht, das in einer Zeit der Selbstkritik der SED nach dem 17. Juni 1953 inszeniert wurde, erhielt er den Nationalpreis der DDR III. Klasse. Die frühen fünfziger Jahre waren für Kipphardt eine erfolgreiche Zeit der freundschaftlichen Zusammenarbeit mit Wolfgang Langhoff, Freundschaft mit Ernst Busch, fruchtbaren Auseinandersetzung mit Erwin Piscator und des Einsatzes für Peter Hacks.

### Flucht in die Bundesrepublik
Seit dem ungarischen Volksaufstand 1956 verschärfte sich der SED-Kurs gegen kritische Intellektuelle. Auch der Spielplan von Langhoff und Kipphardt wurde angegriffen. 1958 kündigte Kipphardt seinen Vertrag am Deutschen Theater. Er bekam eine Direktorenstelle am Deutschen Hygiene-Museum in Dresden angeboten, reiste jedoch 1959 nach Düsseldorf. Mit Karl-Heinz Stroux, Intendant des Düsseldorfer Schauspielhauses, hatte er einen Arbeitsaufenthalt verabredet, der mit einem Autorenvertrag verbunden war. Von Düsseldorf aus versuchte Kipphardt vergeblich, seine Übersiedlung aus der DDR zu legalisieren. Seine Frau und die Kinder waren bereits bei ihm. Kipphardt wurde aus der SED ausgeschlossen.
Durch die Einnahmen aus dem Autorenvertrag hatte Kipphardt Zeit, das Stück Der Hund des Generals zu schreiben und sich darum zu kümmern, im westdeutschen Kulturbetrieb Fuß zu fassen. Er fand einen Buchverlag für seine Veröffentlichungen und schloss einen Lektorenvertrag mit Bertelsmann für die Einrichtung von Theaterstücken für das Fernsehen. 1961 zog die Familie nach München. Kipphardt lernte 1962 Pia-Maria Pavel kennen; auch sie hatte Familie und zwei Kinder. Beide lösten sich aus ihren Bindungen, heirateten 1971 und lebten bis zu Kipphardts Tod zusammen. Die gemeinsamen Kinder Franz und Moritz kamen 1966 und 1969 zur Welt; Franz Kipphardt arbeitete als Drehbuchautor in Berlin. Pia Pavel nahm tätigen Anteil an Kipphardts Arbeit. Sie recherchierte, redigierte und übernahm Lektoratsaufgaben. „Ich identifizierte mich mit seiner Arbeit … Ich wusste, er will eine Veränderung der Welt, und die wollte ich auch.“

### Literarischer Durchbruch
Mit dem Schauspiel In der Sache J. Robert Oppenheimer, 1964 in West-Berlin von Erwin Piscator und in München von Paul Verhoeven uraufgeführt, erzielte Kipphardt in beiden Teilen Deutschlands erheblichen Erfolg. Er wurde in demselben Jahr mit dem Gerhart-Hauptmann-Preis und dem Fernsehpreis der Deutschen Akademie der Darstellenden Künste ausgezeichnet. 1965 erhielt er zusammen mit Franz Peter Wirth den Adolf-Grimme-Preis mit Gold für Die Geschichte von Joel Brand.
1966 stieß Kipphardt in einer Veröffentlichung des Psychiaters Leo Navratil auf Gedichte von Ernst Herbeck, die dort unter dem Pseudonym „Alexander“ veröffentlicht wurden. Daraus entwickelte Kipphardt seine Figur des „Alexander März“, die ihn jahrelang beschäftigte. Eine zunächst freundliche Korrespondenz mit Navratil endete mit Plagiatsvorwürfen des Letzteren.
1969 wurde Kipphardt die Funktion des Chefdramaturgen an den Münchner Kammerspielen angeboten. Er trat die Stelle am 1. Januar 1970 an, verlor dieses Amt jedoch schon 1971 wieder im Zusammenhang eines Skandals um das Programmheft zum Stück Der Dra-Dra von Wolf Biermann. Prominente Wortführer wie Günter Grass, Arnulf Baring und Hans-Jochen Vogel warfen Kipphardt vor, politische Gegner zu Feinden zu verteufeln und auf Abschusslisten zu setzen. Dabei wurde Bezug genommen auf Passagen des geplanten Programmheftes, die in der Dramaturgie diskutiert, aber dann nicht aufgenommen wurden.
Nach ihrer Hochzeit 1971 verlegten Heinar und Pia Kipphardt ihren Wohnsitz in die ehemalige Strommühle Angelsbruck in Fraunberg. In seinen letzten Lebensjahren erreichte Kipphardt einen neuen Schaffenshöhepunkt. Er wurde 1977 mit dem Literaturpreis der Stadt Bremen ausgezeichnet. Er engagierte sich 1981 in der „Berliner Begegnung zur Friedensförderung“. Er starb 1982, sein Grab ist auf dem Friedhof Reichenkirchen in Fraunberg.
Ein Jahr nach seinem Tod wurde posthum das Schauspiel Bruder Eichmann uraufgeführt. Es verwendete zahlreiche Zitate aus Hannah Arendts Buch Eichmann in Jerusalem.

## Internationale Heinar Kipphardt-Gesellschaft
In Krefeld wurde 2008 die Internationale Heinar Kipphardt-Gesellschaft e. V. gegründet. Zu ihren Aufgaben gehört, die Erinnerung an Heinar Kipphardt durch Veranstaltungen (Lesungen, Aufführungen, Tagungen etc.) wachzuhalten.

## Werke

### Stücke
- 1952: Entscheidungen
- 1953: Shakespeare dringend gesucht
- 1956: Der Aufstieg des Alois Piontek
- 1961: Die Stühle des Herrn Szmil
- 1962: Der Hund des Generals
- 1964: In der Sache J. Robert Oppenheimer
- 1965: Joel Brand, die Geschichte eines Geschäfts
- 1967: Die Nacht, in der der Chef geschlachtet wurde
- 1968: Die Soldaten nach J.M.R. Lenz
- 1970: Sedanfeier
- 1977: In der Sache J. Robert Oppenheimer Neufassung
- 1980: März, ein Künstlerleben
- 1982: Bruder Eichmann (posthume Uraufführung 1983)

### Lyrik
- 1949: Es ist noch nicht zu Ende
- 1977: Angelsbrucker Notizen
- 1953: Auschwitz 1953

### Erzählungen und Romane
- 1951: Fremd stirbt ein junger Bruder
- 1951: Späte Erkenntnis
- 1957: Der Hund des Generals
- 1964: Die Ganovenfresse
- 1976: März
- 1977: Der Deserteur
- 1977: Der Mann des Tages und andere Erzählungen
- 1978: Rapp, Heinrich Romanfragment
- 1981: Traumprotokolle

### Weitere Texte
Herausgeberschriften
- Georg Kaiser: Der Zentaur. Mit einer Einführung von Heinar Kipphardt. In: Neue Deutsche Literatur, 1955, H. 6, S. 109–113
- Aus Liebe zu Deutschland. Satiren auf Franz Josef Strauß: Hrsg. von Heinar Kipphardt, Mitarbeit Ewald Dede. München 1980 (Autoren Edition), ISBN 3-359-01606-8
- Vom Deutschen Herbst zum bleichen deutschen Winter. Ein Lesebuch zum Modell Deutschland. Hrsg. von Heinar Kipphardt, Mitarbeit Roman Ritter. München 1981 (Autoren Edition), ISBN 978-3-761-00580-4

Übersetzungen
- Nazim Hikmet: Und im Licht mein Herz. Gedichte. Aus dem Türkischen. Nachdichtungen von Annemarie Bostroem, Stephan Hermlin, Heinar Kipphardt, Paul Wiens. Berlin 1971, ISBN

Briefwechsel
- HAP Grieshaber, Heinar Kipphardt, Sven Hanuschek (Hrsg.): Das Einhorn kommt gerne bei Nacht. Briefwechsel. Mit einem Anhang: Engel der Psychiatrie. München 2002, ISBN 3-936298-05-X
- Peter Hacks, Heinar Kipphardt, Uwe Naumann (Hrsg.): Du tust mir wirklich fehlen. Der Briefwechsel. Berlin 2004, ISBN 3-359-01606-8
- Heinar Kipphardt: Briefwechsel mit Leo Navratil, Klaus Wagenbach, Karin Struck u. a., in: März. Roman und Materialien, hgg. von Uwe Naumann. Hamburg 1986, ISBN 978-3-499-15877-3.

### Werkausgabe
- Gesammelte Werke in Einzelausgaben. Hrsg. von Uwe Naumann unter Mitarbeit von Pia Kipphardt. Reinbek bei Hamburg 1986–1990, ISBN 3-499-34012-7

### Rezeption im Rundfunk und auf Schallplatte
Fernsehfilme
- 1963: Bartleby (nach Melville)
- 1964: In der Sache J. Robert Oppenheimer
- 1964: Der Hund des Generals
- 1964: Die Geschichte von Joel Brand
- 1975: Leben des schizophrenen Dichters Alexander März
- 1977: Die Soldaten (nach J.M.R. Lenz)
- 1979: Die Nacht, in der der Chef geschlachtet wurde
- 1979: Die Stühle des Herrn Szmil
- 1981: In der Sache J. Robert Oppenheimer (Neufassung)

Hörspiele
- 1963: Der Hund des Generals – Regie: Peter Schulze-Rohr (SWF)
- 1964: In der Sache J. Robert Oppenheimer (2 Teile) – Regie: Fritz Schröder-Jahn (BR)
- 1968: Joel Brand – Regie: Walter Ohm (BR)
- 1977: März – ein Künstlerleben (auch Sprecher) – Regie: Ulrich Gerhardt (BR)
- 1982: In der Sache J. Robert Oppenheimer – Regie: Werner Grunow (Rundfunk der DDR)
- 1983: Bruder Eichmann – Regie: Dieter Giesing (BR)
- 1984: Bruder Eichmann (2 Teile) – Regie: Barbara Plensat und Ulrich Griebel (Rundfunk der DDR)
- 1987: Von deutschen Pflichtmenschen – Regie: Hans Gerd Krogmann (BR)

Schallplatten
- In der Sache J. Robert Oppenheimer, 2 Sprechplatten und Textbeilage mit Abbildungen, Hamburg (Deutsche Grammophon-Gesellschaft, Literarisches Archiv) 1965
- Wolf Biermann, Hälfte des Lebens, (CBS) 1979 (Biermann Vertonung von März-Gedichten)
- Alois Bröder, Îsôt als blansche mains, (Melisma) 2000 (Vertonung von März-Gedichten)

Dokumentation
- Der Schriftsteller Heinar Kipphardt. Die Fremde, in der ich zu Hause bin (Dokumentation von Viktoria v. Flemming, BRD 1980)